# Vanessa Griffen
Vanessa Griffen (nascuda a Suva) és una escriptora i activista política fijiana, partícip de campanyes contra l'ús i la proliferació d'armes nuclears.
Griffen va néixer a la ciutat de Suva, a l'illa de Fiji, i va assistir a la Universitat del Pacífic Sud. Juntament amb d'altres estudiants i llicenciats va formar un grup d'escriptors de la Universitat de les Arts del Pacífic Sud (UNISPAC) per promoure l'escriptura creativa i animar-se mútuament a publicar el seu treball. Griffen es va especialitzar en escriure narracions breus, que va començar a publicar a partir de 1969.
Com a estudiant va prendre consciència dels impactes ambientals i genètics de la radioactivitat de les proves d'armes nuclears franceses a la Polinèsia Francesa. Es va incorporar al moviment anti-nuclear ATOM i va ajudar a formar la xarxa del Pacífic Lliure i Independent de Nuclear. El 1975 va formar part d'un grup de cinc dones fijianes que van assistir a la conferència de l'Any Internacional de la Dona de Nacions Unides a Ciutat de Mèxic. Posteriorment es va incorporar a la Campanya Internacional per l'Abolició de les Armes Nuclears i va presentar una declaració a les negociacions de Nacions Unides sobre el Tractat de Prohibició de les Armes Nuclears.

## Obres
- Women's role in Fiji (coautora), Associació de Serveis Socials del Pacífic Sud, 1975
- Women Speak Out! A Report of the Pacific Women's Conference, Conferència de Dones del Pacífic, 1976[8]
- Caring for Ourselves: A Health Handbook for Pacific Women (editor), Universitat del Pacífic Sud, 1983[9]
- Women, Development and Empowerment: A Pacific Feminist Perspective (editora), Centre de Desenvolupament Asiàtic i del Pacífic, 1989[10]